# 伊犁锯螯蛛
伊犁锯螯蛛（学名：Dyschiriognatha yiliensis）为肖峭科锯螯蛛属的动物。在中国大陆，分布于新疆等地，多生活于水稻田及溪边杂草。该物种的模式产地在新疆。